# Crónica Profética
A Crónica Profética é um manuscrito que se constituiu numa fonte documental para a História da Espanha.
Consiste numa interpretação da profecia bíblica de Ezequiel sobre Gog (nela identificado com os Godos) e Ismael (idem com os Muçulmanos). Segundo esta, a causa da capitulação dos primeiros ante as armas dos segundos teria sido um castigo divino pelos seus pecados, embora se tivessem recomposto 170 anos depois. Entretanto, dado que a Crónica foi escrita até 883, e para dar veracidade à profecia, manipulou-se a data da entrada dos árabes na Península, datando-a no ano 714, ao invés de 711. Ainda assim, não obstante o cuidado sempre exigido na leitura e interpretação destas crónicas, o manuscrito oferece inúmeros dados sobre a chegada dos Muçulmanos à Península Ibérica e sobre os seus emires.
Em termos de historiografia, alguns autores não a classificam como uma crónica propriamente dita. Muitos consideram que terá sido Dulcínio (mencionado na Crónica Sebastianense) o autor desta interpretação livre da profecia de Ezequiel.
A Crónica foi publicada pela primeira vez pelo padre Flórez, na sua obra España Sagrada, juntamente com a Crónica Albeldense. Entretanto, foi Manuel Gómez-Moreno quem lhe deu a denominação de "Profética", tendo-a estudado e publicado separadamente, em 1932, tomando-a do Códice de Roda (século XI) que se conserva na Biblioteca da Real Academia da História, em Madrid.